# Kheda
Kheda è una suddivisione dell'India, classificata come municipality, di 24.034 abitanti, capoluogo del distretto di Kheda, nello stato federato del Gujarat. In base al numero di abitanti la città rientra nella classe III (da 20.000 a 49.999 persone).

## Geografia fisica
La città è situata a 22° 45' 0 N e 72° 40' 60 E e ha un'altitudine di 20 m s.l.m..

## Società

### Evoluzione demografica
Al censimento del 2001 la popolazione di Kheda assommava a 24.034 persone, delle quali 12.515 maschi e 11.519 femmine. I bambini di età inferiore o uguale ai sei anni assommavano a 3.190, dei quali 1.770 maschi e 1.420 femmine. Infine, coloro che erano in grado di saper almeno leggere e scrivere erano 16.828, dei quali 9.611 maschi e 7.217 femmine.